# Contea di Licheng
La contea di Licheng (黎城县S, Líchéng XiànP) è una contea della Cina, situata nella provincia dello Shanxi e amministrata dalla prefettura di Changzhi.